# Пэй Вэй
Пэй Вэй (кит. 裴頠) (267—300) — китайский философ и учёный. Прозвище И-минь. Происходил из государства Западная Цзинь. Прославился своими энциклопедическими знаниями. Особенно хорошо разбирался в медицине. Был воспитателем наследника престола. Занимал должность начальника канцелярии. В результате заговора был убит правителем государства Чжао Сыма Лунем (司馬倫).
Сочинения Пэй Вэя полностью не сохранились. До наших дней дошла только работа «Чун ю лунь» (崇有論)(«Рассуждение об уважении к бытию»). Считая, что конфуцианство не смогло обеспечить сохранение государственных структур ханьской империи, Пэй Вэй относился к нему в основном отрицательно. Тем не менее, он считал необходимым использовать некоторые этические конфуцианские категории (жэнь 仁, чжун 忠, синь 信).
Выступал за назначение на должности чиновников знающих и способных выходцев из бедных семей. Критикуя положение Ван Би «небытие — это корень», Пэй Вэй боролся против «уважения к небытию» за «уважение к бытию».